# ميروليوب بيشيتش
ميروليوب بيشيتش هو لاعب كرة قدم صربي في مركز الدفاع، ولد في 23 أكتوبر 1993 في بلغراد في صربيا. لعب مع راد بيوغراد.

## وصلات خارجية
- ميروليوب بيشيتش على موقع قاعدة بيانات كرة القدم.إي يو (الإنجليزية)
- ميروليوب بيشيتش على موقع Soccerbase.com (لاعب) (الإنجليزية)
- ميروليوب بيشيتش على موقع Soccerway.com (الإنجليزية)
- ميروليوب بيشيتش على موقع عالم كرة القدم.نت (الإنجليزية)